# Addikció
Az addikció a dependencia (szerfüggés) legsúlyosabb formája, amelyben a pszichés és a fizikai dependencia együttesen van jelen. Az addikció általában a tudatmódosító anyagok, kábítószerek okozta súlyos dependenciára használt diagnosztikai fogalom. Az Amerikai Pszichiátriai Társaság (APA) az addikciót mint pszichiátriai betegséget definiálja.

## A „szer” terminológiája
Az addikciót kiváltó anyagok származási helyüktől és felhasználási területüktől függően sokfélék lehetnek, például egyes gyógyszerek, növényi kivonatok, ipari kemikáliák vagy szintetikus, illegális, tudatmódosításra alkalmas anyagok stb. Az alábbi szöveg az addikció részletes tárgyalása során a szóismétlések elkerülése érdekében az egyszerűbb, rövidebb és áttekinthetőbb „szer” megnevezést használja.

## Az addikció jellege
A szerfüggőség (dependencia) kialakulásának általában két lépcsőfoka van. A szerfogyasztónál először a pszichés függés jelenik meg, ami az egyén „szerkereső” magatartásában és szer utáni sóvárgásában fejeződik ki. Ezt követően alakul ki a fizikai dependencia, melynek során a szerre jellemző elvonási tünetek állnak elő.
A szerfüggőség a központi idegrendszer betegsége, annak legsúlyosabb formáját – amikor a pszichés és fizikai függőség együttesen van jelen a betegnél – a pszichiátria addikciónak nevezi, tehát külön diagnosztikai kifejezéssel illeti. A szerhasználónál a pszichés függőséget nem minden esetben követi fizikai függőség, tehát nem szükségszerűen vezet ahhoz. Ilyen esetben addikcióról sem beszélhetünk.
Bár az addikció fenti definíciója nemzetközileg elfogadottnak tekinthető, melyet az Európai Unió drogügyekkel foglalkozó szervezete is alkalmaz, ennek ellenére a közelmúltban egyes szerzők újradefiniálták a fogalmakat, szétválasztva a dependenciát és az addikciót. A korábban fizikai dependenciaként számon tartott jelenséget dependenciának nevezik, a pszichés függést pedig addikciónak.
Az önpusztító magatartás negatív következményeinek ellenére az addikcióra jellemző a szer megszerzésére és használatára törekvő erős motiváció. Az addikció nehezen gyógyítható betegség, melyre jellemző a kényszeresség és a visszaesés (relapszus). A visszaesést előidézheti stressz, kilátástalan szociális körülmény, vagy általában olyan helyzet, amely emlékezteti a beteget a korábbi szerhasználat során annak „kedvező” hatására.
Addikció rendszerint a szerhasználó egészségét romboló, a szerre jellemző, a szervezet normális fiziológiás egyensúlyát megzavaró szomatikus tünetekkel jár együtt (keringés, légzés, vérnyomás, emésztés, hőreguláció stb.) Több szakember megfogalmazása szerint az addikció a krónikus gyógyszermérgezés (szermérgezés) egy speciális megjelenési formája, amely a szerhasználó döntése és elhatározás-képtelensége folytán annak halálához is vezethet. Az addiktív személy szerfogyasztására jellemző, hogy a kívánt örömszerző hatás eléréséhez a dózis folyamatos növelésére van szükség, azaz kialakul nála a tolerancia.
Az addikcióhoz vezető szerek kémiai szerkezetükben, farmakológiai hatásukban rendkívül különbözőek, és az addikciós dinamikájukban is eltérőek. Míg a kábítószerek közül a morfin esetén már három hét alatt addikció alakulhat ki, addig az alkohol és a barbiturát-alapú altatókkal szemben akár évekig csak tolerancia vagy enyhe pszichés függés alakul ki az addikció megjelenése előtt.

## Az addikció kialakulását okozó tényezők
Az addikció kezelése és gyógyítása érdekében évtizedek óta világszerte folyik a kutatás, mely egyrészt azt igyekszik megérteni, hogy elsősorban kiknél alakul ki, és milyen tényezők vezetnek a szer használatához, másrészt a kutatások az addikció hatásmechanizmusának megértésére irányulnak.
Több példát ismerünk arra vonatkozóan, hogy egyes emberek kipróbálják az addiktív anyagok némelyikét, de a használatuk nem válik rendszeressé, képesek abbahagyni a használatát, és nem válnak a szer rabjaivá. Olyan esetek is ismertek, amikor a szerhasználó hosszabb ideig használja az addiktív anyagot és ennek ellenére sem válik dependenssé, miközben ugyanolyan szerhasználat mellett másoknál kifejezett addikció alakul ki. Ezek a példák arra engednek következtetni, hogy az egyének sérülékenysége eltérő az addiktív szerekkel szemben.
Az addiktívvá vált személyek jellemét, sebezhetőségét vizsgálva az derült ki, hogy gyakran a következő személyiség-jegyekkel rendelkeznek:
- Veszélykereső életvitel, kockázatvállaló természet
- Lázadó, a társadalmi normákat nehezen viseli
- Nehezen tolerálja a stresszt és a feszültséget
- Impulzív, változást, új izgalmat kereső magatartás
Az életkor, a szerhasználat és az addikció kialakulása közötti összefüggéseket vizsgálva a statisztikai adatok azt mutatják, hogy vannak életkori szakaszok, amelyekben a sérülékenység mértéke nagyobb. A szerfogyasztás elkezdése tekintetében kiemelkedően sérülékeny szakasz a kamaszkor, amikor a tipikusan gyengébb szerek (dohányzás, alkohol, receptre kapható gyógyszerek keverése alkoholtartalmú italokkal, marihuána) élvezete előzi meg a veszélyesebb tiltott szerek fogyasztását. A fiatal szerhasználó fokozatosan építi fel magának az önpusztító életvitelt, amely végül a tiltott kábítószerek, pszichotróp szerek fogyasztásához, majd az addikció kialakulásához vezet.
Statisztikai adatok bizonyítják, hogy kamaszkorban a még ártatlannak tűnő, már gyakran cigarettázó fiatalok kerülnek legkönnyebben kapcsolatba marihuánával, és ugyancsak ezek a sérülékeny fiatalok jutnak el később – nagyobb valószínűséggel – az erősen addiktív heroinhoz.
Földrajzi, társadalmi és szociális tényezők is jelentős mértékben befolyásolják az addiktív szerek használatát. Ebben sokszor kulturális, vallási és történeti okok is szerepet játszanak. Különböző országok eltérő módon ítélnek meg bizonyos életformákat és másként – sokszor történeti okok miatt – tolerálják egyes kábítószerek használatát. Ennek következtében az egyes országok között jelentős különbségek vannak az addikcióhoz vezető folyamatokban és az azt kiváltó szerek előfordulásában.